# Салей, Роман Сергеевич
Роман Сергеевич Салей (азерб. Raman Sergeyeviç Salei; род. 27 февраля 1994) — азербайджанский пловец-паралимпиец белорусского происхождения, трёхкратный победитель летних Паралимпийских игр 2020 в Токио, серебряный призёр летних Паралимпийских игр 2016 в Рио-де-Жанейро, серебряный и двукратный бронзовый призёр летних Паралимпийских игр 2024 в Париже, двукратный чемпион мира в плавании на 100 метров вольным стилем (2022, 2023) и чемпион мира в плавании на 50 метров вольным стилем (2022). Роман Салей является первым и пока единственным трёхкратным чемпионом Паралимпийских игр от Азербайджана. Заслуженный мастер спорта Азербайджанской Республики (2022).

## Биография
Роман Салей родился 27 февраля 1994 года в Беларуси. Спортом начал заниматься в семь лет в городе Молодечно.
В 2013 году старший брат Романа Дмитрий Салей принял решение выступать за Азербайджан. По его словам, в Азербайджане, «отношения к спортсменам и условия для тренировок значительно лучше» и «спортсменов не обманывают». Дмитрий также предложил поехать с ним в Азербайджан своему брату Роману, который согласился.
В июле 2015 года на чемпионате мира по плаванию среди паралимпийцев в шотландском Глазго Роман Салей завоевал серебряную медаль в заплыве на дистанцию 50 м вольным стилем.

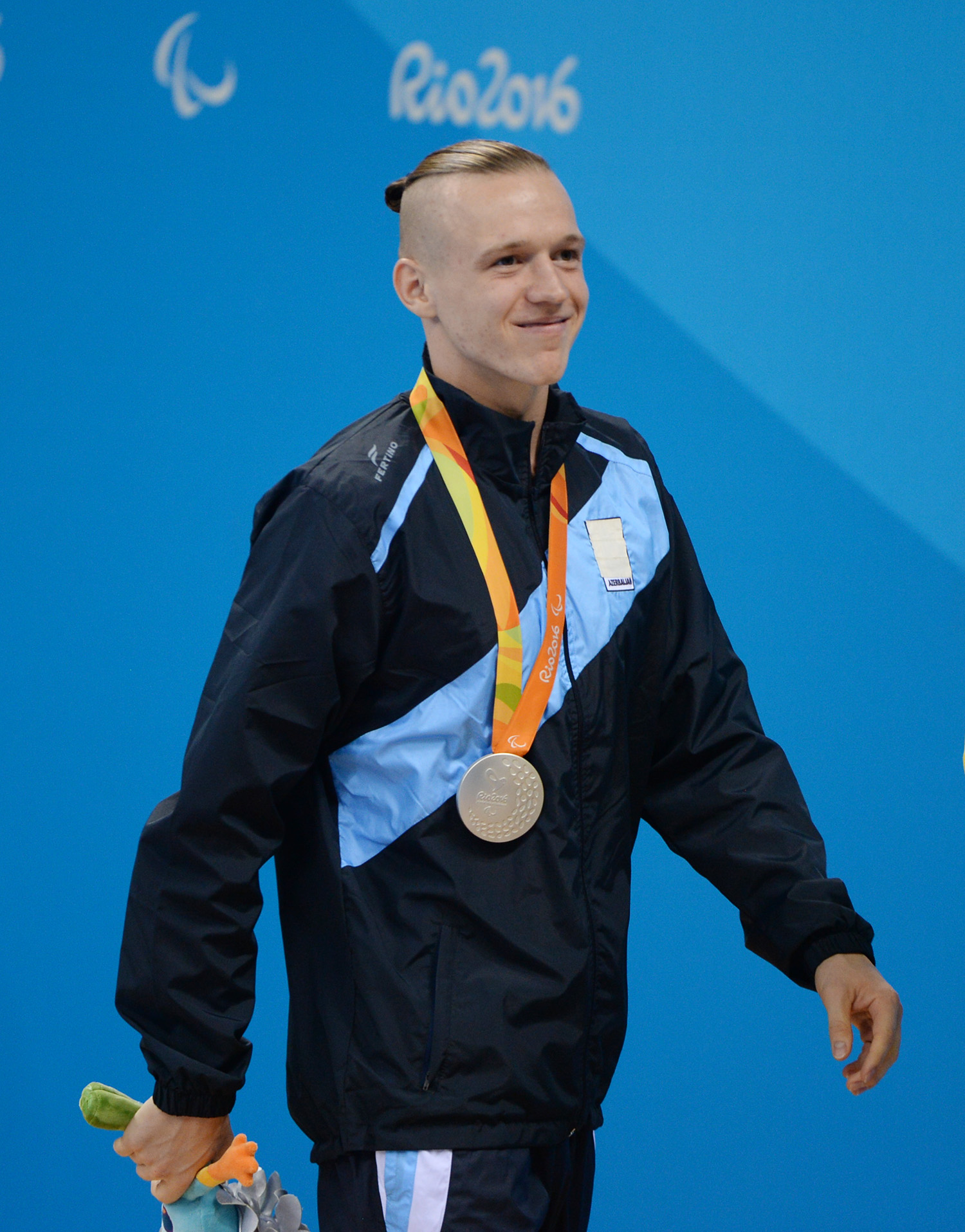
На Паралимпийских играх 2016

На Паралимпийских играх 2016 года в Рио-де-Жанейро Роман Салей взял серебро на дистанции 100 метров на спине. В сентябре 2016 года Роман Салей распоряжением президента Азербайджана Ильхама Алиева за высокие достижения на XV летних Паралимпийских играх в Рио-де-Жанейро, а также за заслуги в развитии азербайджанского спорта был награждён орденом «За службу Отечеству» III степени.
В сентябре 2019 года на чемпионате мира в Лондоне Роман Салей занял второе место на дистанции 100 м на спине, завоевав лицензию на Паралимпийские игры 2020 в Токио. На дистанции же 50 м вольным стилем он с результатом в 24,32 с занял третье место. Брат Романа Дмитрий, представляющий Белоруссию, также показал такой же результат и также был награждён бронзовой медалью. Роман также стал третьим в плавании вольным стилем на дистанции 100 м, показав результат 52,99 с.
На Паралимпийских играх 2020 года в Токио (которые из-за пандемии СOVID-19 проходили в 2021 году) Роман Салей стал трёхкратным паралимпийским чемпионом на дистанции 100 метров на спине, 100 м вольным стилем и 100 м баттерфляем.
Распоряжением президента Азербайджанской Республики Ильхама Алиева Роман Салей за высокие достижения на XVI летних Паралимпийских играх в Токио и заслуги в развитии азербайджанского спорта был награждён орденом «Слава».
В июне 2022 года на чемпионате мира в португальской Мадейре Салей занял второе место на дистанции 100 метров на спине, 100 метров баттерфляем, в также стал чемпионом на дистанции 50 метров вольным стилем и 100 метров вольным стилем.
В августе 2022 года Салей был удостоен звания Заслуженного мастера спорта Азербайджана.
В мае 2023 года завоевал серебряную медаль на соревнованиях мировой серии по плаванию (Берлин).
В августе 2023 года выиграл золотую, серебряную и две бронзовые медали на чемпионате мира в Манчестере в плавании на 100 метров вольным стилем, на 100 метров на спине, на 100 метров баттерфляем и на 50 метров вольным стилем соответственно. На этом чемпионате Салею удалось завоевать лицензию на Паралимпийские игры 2024 года в плавании на 100 метров на спине.
В апреле 2024 года Салей стал чемпионом Европы по паралимпийскому плаванию в Португалии в плавании на спине на дистанцию 100 м, а также выиграл серебро в плавании в стиле баттерфляй на дистанцию 100 м и бронзу в плавании вольным стилем на дистанции 100 м.
На летних Паралимпийских играх 2024 в Париже Роман Салей выиграл одну серебряную и две бронзовые медали в плавании на 100 метров на спине, вольным стилем и баттерфляем соответственно (категория S12). Он также участвовал в плавании на 50 метров вольным стилем категории S13, но не сумел пробиться в финал.
Распоряжением президента Азербайджанской Республики Ильхама Алиева от 10 сентября 2024 года Роман Салей за высокие достижения на XVII летних Паралимпийских играх в городе Париж Франции и заслуги в развитии азербайджанского спорта был награждён орденом «За службу Отечеству» II степени. Указом президента, датированным тем же днем, ему также была присуждена денежная премия в размере 200 000 манатов за второе и третьи места на Паралимпийских играх.